# How I Met Your Mother (7.ª temporada)
A sétima temporada da série de comédia televisiva americana How I Met Your Mother foi anunciada em março de 2011, juntamente com a confirmação de uma oitava temporada. A temporada estreou na CBS em 19 de setembro de 2011, com dois episódios sendo transmitidos consecutivamente, e concluída em 14 de maio de 2012. Consiste em 24 episódios, cada um com aproximadamente 22 minutos de duração. A CBS transmitiu a quinta temporada nas noites de segunda-feira às 20:00 nos Estados Unidos. A sétima temporada completa foi lançada no DVD da região 1 em 2 de outubro de 2012.

## Sinopse
Sétima temporada abre com outro flash forward, em que Ted está ajudando Barney a se preparar para seu casamento com uma noiva ainda desconhecida. No presente, Marshall consegue um emprego de advogado ambiental, enquanto Lily progride com a sua gravidez. Barney consegue provar à Nora que ele pode ser um bom namorado para ela, enquanto Robin acaba revelando que ainda tem sentimentos por Barney. Robin agride uma mulher e leva um mandato terapia, até que seu terapeuta Kevin (Kal Penn) torna-se atraído por ela, quebrando seu código de ética. Eles começam a namorar.
Enquanto relembram do furacão Irene, é revelado que Lily e Marshall tinha concebido o bebê no apartamento de Barney, e Barney e Robin acabam dormindo juntos. Barney e Robin ambos percebem que eles fizeram e decide romper com seus parceiros. No entanto, reneges Robin sobre o negócio, retornando para o Kevin e deixando Barney só e de coração partido. Marshall e Lily decidem que querem ir para Long Island, depois de avós paternos de Lily oferecer-lhes a sua casa lá. Eles se movem de volta a Nova York depois de perceber a vida suburbana não é para eles.
Robin recebe um susto da gravidez em Ação de Graças e diz Barney o filho é seu, desde que ela e Kevin não tinha dormido com o outro naquele momento. No entanto, o médico de Robin informa que ela não pode ter filhos, o que devasta sua porém ela lentamente chega a um acordo com a notícia. Kevin propõe Robin em casamento, enquanto ela o ama e está pronto para o compromisso, ela revela que não pode ter filhos e que ela não quer filhos em tudo, então eles se separam. Logo depois, Robin diz Ted tudo o que aconteceu, só que ele professa seu amor por ela, revelou ser a última vez que ele declara seu amor por alguém que não seja a sua futura esposa. Robin logo admite que ela não ama Ted e Marshall pede para ela sair do apartamento de Ted, para ele finalmente seguir em frente com sua vida amorosa. Ted dá seu apartamento para Lily e Marshall, porque ele acredita que não pode passar de Robin, enquanto vivia lá.
Barney começa a namorar Quinn, uma stripper que atua sob o nome de "Karma". Quando a turma descobre através de Ted, que quebrou um "broath" de Barney para não contar a ninguém sobre sua profissão, eles começam a se meter em seu relacionamento. Isto é revelado para ser um set-up, com Quinn agindo como uma namorada louca e Barney sendo covarde em sua direção. Quinn acaba indo morar com Barney e Ted compra antigo apartamento de Quinn. Robin é eventualmente oferecido o trabalho âncora que ela queria e, posteriormente, alcança reconhecimento após impedir um helicóptero que está voando de bater. Ela revela a Ted que com ela levantar ela está se movendo para outro apartamento.
Lily, preocupado que Marshall está muito estressado com o próximo nascimento em mãos, organiza para o Barney de "sequestrar" Marshall para um cassino, onde Marshall começa a ficar muito bêbado. Enquanto isso, Ted decide consertar suas diferenças com Robin. Lily entra em trabalho e freneticamente chama Barney e Marshall. Marshall ainda no casino bêbado, e desligou o telefone. Quando Barney aprende Lily está no trabalho, ele promete ajudar Marshall chegar ao hospital desde que Barney pode escolher o nome do meio do bebê. Depois de muitas tentativas para escapar do casino, Marshall chega em tempo para a entrega de Lily. Por causa de sua promessa de Barney, Marshall e Lily nomear seu filho Marvin Waitforit Eriksen.
Marshall e Lily começam a sua nova família com seu bebê. Barney propõe a Quinn através de um fiasco aeroporto depois que ela lhe conta que ela largou o emprego, e ela aceita. Ted, depois de sua conversa com Robin sobre sua vida amorosa, chama Victoria para ver se ele ainda tem uma chance com ela, mesmo que ela vai se casar. Ela deixa seu noivo para Ted e quer ir para fora no por do sol com ele. Depois de pensar um pouco, Ted finalmente decide ir com ela.
A temporada termina com um flash forward para o casamento de Barney que a temporada começou com, onde Robin é revelado como a noiva de Barney.

## Elenco e personagens
| - Josh Radnor como Ted Mosby - Jason Segel como Marshall Eriksen - Cobie Smulders como Robin Scherbatsky - Neil Patrick Harris como Barney Stinson - Alyson Hannigan como Lily Aldrin - Bob Saget (não creditado) como futuro Ted Mosby (apenas voz) | - Kal Penn como Kevin - Lyndsy Fonseca como Penny Mosby - David Henrie como Luke Mosby - Becki Newton como Quinn Garvey - Nazanin Boniadi como Nora - Chris Elliott como Mickey Aldrin - Ellen D. Williams como Patrice - Ashley Williams como Victoria - Alexis Denisof como Sandy Rivers - Vicki Lewis como Dra. Sonya - Martin Short como Garrison Cootes - Frances Conroy como Loretta Stinson - Wayne Brady como James Stinson - Bill Fagerbakke como Marvin Eriksen, Sr. - Ray Wise como Robin Scherbatsky, Sr. - Suzie Plakson como Judy Eriksen - Cristine Rose como Virginia Mosby - Joe Nieves como Carl - Chris Romano como Punchy - Marshall Manesh como Ranjit | - Katie Holmes como Naomi - "Weird Al" Yankovic como ele mesmo - Ernie Hudson como ele mesmo - Jeff Probst como ele mesmo - Will Sasso como Doug Martin - Brendan Robinson como Ned |

## Episódios
| N.º na série | N.º na temp. | Título                       | Dirigido por  | Escrito por                                  | Exibição original       | Cód. de produção | Audiência (milhões) |
| --- | ------------ | ---------------------------- | ------------- | -------------------------------------------- | ----------------------- | ---------------- | ------------------- |
| 137 | 1            | "The Best Man"               | Pamela Fryman | Carter Bays e Craig Thomas                   | 19 de setembro de 2011  | 7ALH01           | 11,00               |
| Enquanto Barney se prepara para seu casamento no flashforward, ele e Ted se lembram do casamento de Punchy, que foi arruinado devido às travessuras de um Marshall bêbado. No casamento de Punchy, Marshall fica bêbado porque bebeu as bebidas de Lily para esconder que estava grávida. No entanto, depois de ver vários bebês dos ex-colegas de faculdade de Ted, eles decidem finalmente trazer as boas novas ao grupo. Por outro lado, Ted se sente mal quando todos no casamento esperam que ele desmorone e comece a chorar além de perceber que todos os seus ex-colegas têm famílias e ele não; e Robin pensa em dizer a Barney que ela tem sentimentos por ele, mas quando ela está prestes a contar, Barney recebe uma ligação de Nora. |              |                              |               |                                              |                         |                  |                     |
| 138 | 2            | "The Naked Truth"            | Pamela Fryman | Stephen Lloyd                                | 19 de setembro de 2011  | 7ALH02           | 12,22               |
| Marshall finalmente consegue seu emprego dos sonhos na Honeywell & Cootes para salvar o meio ambiente, mas está preocupado que seu novo chefe, Garrison Cootes, retire a oferta quando seu histórico for verificado, porque ele tem alguns vídeos da faculdade mostrando seu lado imaturo. Enquanto isso, Ted está indeciso entre duas garotas para levar ao Famous Architects Ball, e no fibal acaba levando Robin, mas no baile ele conhece uma garota de seu passado, e Barney tenta convencer Nora de que ele pode ser digno de confiança por ficar em um Restaurante 24 horas até que ela lhe dê um segundo encontro. |              |                              |               |                                              |                         |                  |                     |
| 139 | 3            | "Ducky Tie"                  | Rob Greenberg | Carter Bays e Craig Thomas                   | 26 de setembro de 2011  | 7ALH03           | 10,50               |
| Ted se encontra com sua ex-namorada, Victoria, e tenta fazer as pazes e limpar sua consciência desde que beijou Robin durante o relacionamento. Ela revela que está noiva de um homem chamado Klaus, que conheceu na Alemanha um dia e meio depois de terminar Ted. Depois de uma discussão, eles acabam se beijando, mas Ted se despede dela, que parte para os Hamptons, e ela revela a ele por que seus relacionamentos nos últimos 6 anos não funcionaram: no fundo, ele ainda está apaixonado por Robin. Por outro lado, Marshall e Lily fazem uma aposta com Barney: se Barney pudesse fazer pratos super elaborados em um restaurante japonês, ele poderia ver e apertar os seios de Lily; mas, se falhasse, ele teria que usar uma gravata de patinhos de Marshall por um ano. |              |                              |               |                                              |                         |                  |                     |
| 140 | 4            | "The Stinson Missile Crisis" | Pamela Fryman | Kourtney Kang                                | 3 de outubro de 2011    | 7ALH04           | 10,39               |
| Robin é forçada a passar por sessões de terapia ordenadas pelo tribunal depois de atacar uma garota que quase arruinou o relacionamento de Barney com Nora. Durante a sessão, Robin começa a se sentir atraída por seu terapeuta. Por outro lado, Ted se envolve demais na gravidez de Lily. |              |                              |               |                                              |                         |                  |                     |
| 141 | 5            | "Field Trip"                 | Pamela Fryman | Jamie Rhonheimer                             | 10 de outubro de 2011   | 7ALH06           | 8,89                |
| Ted leva sua turma de arquitetura para uma excursão pela cidade e, no meio da viagem, Barney aparece atormentado porque Nora odeia ewoks. Enquanto isso, Marshall toma a justiça em suas próprias mãos quando seu chefe toma muito pouco cuidado em fazer um acordo abrangente com uma grande empresa culpada de derramamentos ilegais; e Robin tenta se dar bem com Kevin, seu terapeuta, mas o grupo pensa que ele é depravado. |              |                              |               |                                              |                         |                  |                     |
| 142 | 6            | "Mystery vs. History"        | Pamela Fryman | Chuck Tatham                                 | 17 de outubro de 2011   | 7ALH05           | 9,81                |
| Barney e Robin agem no encontro de Ted quando procuram as informações da garota on-line. Enquanto isso, Marshall e Lily decidem não saber o sexo do bebê, mas Barney logo tenta fazê-los mudar de ideia enquanto pintam o quarto do bebê. O namorado de Robin, Kevin, ajuda-os enquanto analisa os relacionamentos da turma. |              |                              |               |                                              |                         |                  |                     |
| 143 | 7            | "Noretta"                    | Pamela Fryman | Matt Kuhn                                    | 24 de outubro de 2011   | 7ALH07           | 9,87                |
| Kevin faz o grupo perceber que seus parceiros se parecem com um de seus pais: assim, Lily enxerga seu pai, Mickey, em Marshall, enquanto Marshall enxerga seu pai, Marvin, em Lily. Enquanto isso, a noite romântica de Barney e Nora é arruinada por uma cadeia de eventos horríveis. |              |                              |               |                                              |                         |                  |                     |
| 144 | 8            | "The Slutty Pumpkin Returns" | Pamela Fryman | Tami Sagher                                  | 31 de outubro de 2011   | 7ALH08           | 10,49               |
| Ted encontra a garota apelidada de "Slutty Pumpkin" novamente, mas percebe durante o encontro que ela não é "a certa" e na verdade não tem nada em comum com ela. Por outro lado, Barney lamenta muito que um quarto da família de seu pai seja canadense; e Lily tem um cérebro grávido, levando-a a aceitar a casa que seus avós lhe deram em Long Island. |              |                              |               |                                              |                         |                  |                     |
| 145 | 9            | "Disaster Averted"           | Michael Shea  | Robia Rashid                                 | 7 de novembro de 2011   | 7ALH09           | 10,28               |
| O grupo conta a Kevin sobre a odisséia vivida durante a passagem do furacão Irene, enquanto Barney tenta chegar a um acordo com Marshall e Lily para parar de usar a gravata. Naqueles dias, vemos como Robin e Barney estão quase juntos novamente, Marshall tem medo de ficar sozinho (por medo de ser atacado por um urso) e Ted tenta salvar seus amigos da morte com um grande plano um tanto absurdo. |              |                              |               |                                              |                         |                  |                     |
| 146 | 10           | "Tick Tick Tick…"            | Pamela Fryman | Chris Harris                                 | 14 de novembro de 2011  | 7ALH10           | 10,42               |
| Barney e Robin escondem um segredo de seus parceiros depois de dormirem juntos, mas eles concordam em romper um com o outro para voltar. Embora Barney admita que ele ama Robin e acaba terminando com Nora, Robin não é capaz de terminar com Kevin. Por outro lado, Ted, Lily e Marshall assistem a um concerto em que Ted e Marshall consomem "sanduíches" e acreditam que se foram por horas, quando na realidade apenas dois minutos se passaram. |              |                              |               |                                              |                         |                  |                     |
| 147 | 11           | "The Rebound Girl"           | Pamela Fryman | Carter Bays e Craig Thomas                   | 21 de novembro de 2011  | 7ALH11           | 10,01               |
| No Dia de Ação de Graças, Ted e Barney conversam sobre uma decisão que mudaria suas vidas; a adoção de um bebê, mas Barney realmente rouba a nova filha de seu irmão James. Enquanto isso, Robin tenta dissuadir Marshall e Lily de se mudarem para Long Island para começar sua nova vida em família e revela um segredo chocante sobre Barney e sua noite juntos. |              |                              |               |                                              |                         |                  |                     |
| 148 | 12           | "Symphony of Illumination"   | Pamela Fryman | Joe Kelly                                    | 5 de dezembro de 2011   | 7ALH12           | 11,51               |
| Robin recebe as más notícias de que não pode ter filhos e decide escondê-las do grupo. Por outro lado, Marshall está preso no telhado de sua casa em Long Island e é chantageado por um adolescente para ficar lá. |              |                              |               |                                              |                         |                  |                     |
| 149 | 13           | "Tailgate"                   | Pamela Fryman | Carter Bays e Craig Thomas                   | 2 de janeiro de 2012    | 7ALH13           | 10,14               |
| Marshall visita o túmulo de seu pai para seguir uma antiga tradição familiar, Barney e Ted abrem um novo bar, e a carreira de Robin dá uma guinada mais positiva. |              |                              |               |                                              |                         |                  |                     |
| 150 | 14           | "46 Minutes"                 | Pamela Fryman | Dan Gregor e Doug Mand                       | 16 de janeiro de 2012   | 7ALH14           | 10,08               |
| Marshall e Lily se mudam para Long Island e o pai de Lily não para de atormentá-los. Enquanto isso, Barney é declarado "Novo líder do grupo" agora que Lily e Marshall não estão presentes e conseguem substituí-los pela sósia de Lily (uma stripper do clube de hostess de Barney) e seu namorado, com consequências desagradáveis. |              |                              |               |                                              |                         |                  |                     |
| 151 | 15           | "The Burning Beekeeper"      | Pamela Fryman | Carter Bays e Craig Thomas                   | 6 de fevereiro de 2012  | 7ALH17           | 9,98                |
| Lily e Marshall fazem uma festa de abertura da casa em Long Island, e o enredo se desenrola enquanto a festa é arruinada em diferentes locais da nova casa, terminando com o chefe de Marshall pegando fogo em um trage para apicultores. |              |                              |               |                                              |                         |                  |                     |
| 152 | 16           | "The Drunk Train"            | Pamela Fryman | Craig Gerard e Matthew Zinman                | 13 de fevereiro de 2012 | 7ALH16           | 9,01                |
| Lily e Marshall convidam Robin e Kevin para uma viagem de dia dos namorados a Vermont. Por um lado, Lily e Marshall se preocupam com o resultado da gravidez, enquanto Kevin e Robin viajam para conversar sobre levar o relacionamento para o próximo nível. Kevin pede Robin em casamento, mas, embora ela diga a ele que não pode ter filhos, ele mantém a proposta e ela aceita. No entanto, ele retira a proposta quando ela diz que nunca e de forma alguma vai querer tê-las. Enquanto isso, Barney e Ted tomam o chamado "trem da birita" para conhecer mulheres, mas a princípio é um desastre completo. |              |                              |               |                                              |                         |                  |                     |
| 153 | 17           | "No Pressure"                | Pamela Fryman | George Sloan                                 | 20 de fevereiro de 2012 | 7ALH15           | 9,68                |
| O futuro Ted diz que a vez em que ele disse "eu te amo" para sua futura esposa foi a primeira vez depois dizer a Robin. No dia seguinte, Ted, acreditando ter cometido um erro ao dizer isso a ela, começa a ir até Robin pedir que ela finja que nada aconteceu, mas encontra a garota na porta que o beija imediatamente. Enquanto isso, procurando pela fita de sexo de Lily e Marshall, Barney descobre que os dois, por hobby, fazem apostas em amigos, um deles em particular: Lily aposta que Ted e Robin nunca ficarão juntos. E é por isso que ela está tentando sabotar o relacionamento que está acontecendo desde que Ted disse a Robin que a ama. Enquanto Robin está na Rússia, Ted percebe que o verdadeiro problema de não estarem juntas há cinco anos é que Robin está apaixonada por Barney. Ted vai buscar Robin no aeroporto e sai para jantar com ela, mas no final da noite, depois de voltar para o apartamento, ele percebe que entre eles não vai funcionar e até Robin concorda: na verdade, ela diz que não o ama, mas não por Barney ou qualquer outra coisa, mas porque ela não quer perdê-lo como o único ponto de referência constante em sua vida. Os dois também puseram fim ao seu "acordo de quarenta anos". Marshall, depois de ter sido informado da situação por Ted, fala com Robin, explicando que ela deve sair da casa de seu colega de quarto e que o garoto a ama demais para pedir isso a ela. Robin concorda, deixando Ted livre para continuar seu caminho sem ter que repensar o passado. Finalmente, Lily pede a Marshall para pagar a aposta, mas ele diz que ainda é cedo para considerar que ela terminou. |              |                              |               |                                              |                         |                  |                     |
| 154 | 18           | "Karma"                      | Pamela Fryman | Stephen Lloyd                                | 27 de fevereiro de 2012 | 7ALH18           | 9,07                |
| Barney tenta convencer a stripper Quinn, também conhecido como "Karma", a namorar com ele. Ted se pergunta o que fazer com o quarto desocupado por Robin, que se mudou para os subúrbios com a ajuda de Marshall e Lily. |              |                              |               |                                              |                         |                  |                     |
| 155 | 19           | "The Broath"                 | Pamela Fryman | Carter Bays e Craig Thomas                   | 19 de março de 2012     | 7ALH19           | 8,15                |
| Barney e Quinn querem ir morar juntos, mas os amigos de Barney não gostam muito de Quinn e tentam separá-los. Enquanto isso, Robin e Ted brigam por quem merece sublocar o apartamento de Quinn agora que Quinn está morando com Barney. |              |                              |               |                                              |                         |                  |                     |
| 156 | 20           | "Trilogy Time"               | Pamela Fryman | Kourtney Kang                                | 9 de abril de 2012      | 7ALH23           | 8,00                |
| Ted lembra que é o Momento da Trilogia: ver a trilogia de Star Wars de uma só vez. Uma tradição iniciada por Ted e Marshall em 2000, quando eles estavam na universidade: eles decidiam que a cada três anos veriam a Trilogia. Toda vez antes de assistirem a trilogia eles discutiam sobre como seria sua vida depois de três anos. Cada um deles têm expectativas megalomaníacas que, após três anos, são sempre negadas. Lembrando de 2009, Ted na época pensou que se ele não se casasse em 2012, havia algo errado com ele. Em 2012 Ted ainda está solteiro, então ele entra em uma crise, mas o Ted do futuro revela que em 2015 ele verá a trilogia com a filha nos braços. Barney após esse voo para o passado, no qual a cada três anos ele sempre esperava ter uma garota diferente, percebe que agora ama Quinn quer estar com ela por muito tempo. Então ele decide ir para casa e fazer amor com sua namorada usando o traje de Stormtrooper. |              |                              |               |                                              |                         |                  |                     |
| 157 | 21           | "Now We're Even"             | Pamela Fryman | Chuck Tatham                                 | 16 de abril de 2012     | 7ALH22           | 7,24                |
| Ted começa sua nova vida no apartamento sem colegas de quarto. Ele conta a Marshall tudo o que pode fazer no novo apartamento, em particular sendo capaz de ficar nu e comer restos de comida no dia anterior, porque ninguém o come em seu lugar. Relembrando uma conversa de 2009, Ted aceita o desafio de ter que obter o número de uma garota vestido como mulher. Enquanto isso, Marshall tenta descobrir quem é o protagonista do sonho erótico de Lily, que até então sempre lhe dizia que ele era o sujeito dos seus sonhos. Os dois saem para jantar, e Marshall descobre que o protagonista do sonho é Ranjit, o motorista da limusine em que está. Lily e Marshall brigam e Lily o deixa em paz com Ranjit. Durante o jantar entre Marshall e Ranjit, os dois conversam sobre o sonho e Ranjit diz a Marshall que uma parte de ser um bom marido e pai é manter a calma quando todo mundo fica louco. Marshall percebe que todos os homens com quem Lily sonha são bons pais. De volta ao apartamento, Marshall e Lily fazem as pazes, mas Lily decide manter seu sonho erótico mais extremo para si mesma. Robin foi promovida ao World Wide News e está chateada que o guarda na entrada do prédio reconheça apenas Sandy e peça o cartão a ela toda vez que deve voltar ao prédio, apesar de ter um cartaz gigante na frente dele representando Robin e Sandy Rivers. Sandy Rivers pede que ela relate o tráfego do helicóptero da rede e, durante o voo, o piloto desmaia. Robin consegue pousar o helicóptero com sucesso graças à ajuda do solo e toda a história é seguida ao vivo pela rede. O acidente tacanho de Robin imediatamente a torna uma estrela - ela conhece o prefeito Michael Bloomberg, aparece no David Letterman Show e recebe um sanduíche especial. Quando ela volta para casa, ele recebe uma mensagem de texto de Ted, que diz que, mesmo que eles não estejam falando no momento, ele fica feliz em saber que ela está bem. |              |                              |               |                                              |                         |                  |                     |
| 158 | 22           | "Good Crazy"                 | Pamela Fryman | Carter Bays e Craig Thomas                   | 30 de abril de 2012     | 7ALH20           | 7,99                |
| Marshall, preocupado demais com a chegada do bebê, começa a se comportar de maneira estranha. Lily convence Barney a levar Marshall a Atlantic City para passar um fim de semana em paz. Enquanto isso, Ted começa a namorar outras garotas de novo, mas toda vez que elr vê os rostos delas, ele vê Robin, por quem ele ainda está loucamente apaixonado. Enquanto isso, Barney convence Marshall a ficar bêbado e desligar os telefones, mas quando os dois ligam novamente, eles percebem que receberam 17 ligações de Lily dizendo que começou o trabalho de parto. |              |                              |               |                                              |                         |                  |                     |
| 159 160 | 23 24        | "The Magician's Code"        | Pamela Fryman | Jennifer Hendriks Carter Bays e Craig Thomas | 14 de maio de 2012      | 7ALH21 7ALH24    | 8,58                |
| Lily está prestes a dar à luz e chama Ted e Robin para ajudá-la, como Marshall partiu com Barney para Atlantic City e ficou bêbado lá, eles não sabem como voltar para Nova York. Para distrair sua amiga da dor, Ted e Robin contam histórias que aconteceram ao longo dos anos, incluindo a da misteriosa porta do bar que eles sempre frequentam. Eventualmente, os três chegam ao hospital e Lily pode dar à luz, mas a falta de Marshall a impede. Marshall conseguiu com Barney pegar um ônibus que parte de Atlantic City, mas tem como destino Buffalo e não Nova York. Somente com a ajuda dos idosos no ônibus, que simulam um ataque cardíaco, os dois podem chegar ao hospital onde Lily está localizada e ajudá-la no parto. Eventualmente, Marshall e sua amada esposa se tornam pais de um lindo bebê chamado Marvin (o nome do pai de Marshall que morreu pouco tempo antes) "Wait for it" (segundo nome recomendado por Barney e considerado por ele mesmo, Marshall, Ted e Lily, o nome do meio mais espetacular que uma criança pode ter) Eriksen. Após o nascimento de Marvin, Robin revela a Ted que ele nunca realmente procurou a garota perfeita com quem iniciar uma família, mas sempre perseguiu mulheres com as quais, conscientemente, ele nunca teria combinado nada. A única exceção é Victoria, a quem Ted desistiu de estar por Robin e que agora está prestes a se casar. Robin pede que Ted a ligue de volta, apesar do fato de que eles não podem voltar a se reunir, mas o absurdo acontece: Victoria concorda em ver Ted no dia em que ela se casaria e revela a ele que ela ainda está apaixonada por ele. Ted, tendo tido a triste experiência de ser abandonado no altar, decide acompanhá-la ao casamento, mas em frente à igreja entende que Victoria é realmente a garota dos seus sonhos e decide não parar com o carro. Enquanto isso, Barney e Quinn estão prestes a voar para o Havaí quando a polícia encontra uma caixa estranha em sua mala. Barney não quer revelar o conteúdo porque violaria o Código dos Magos (a caixa é uma ferramenta para um truque), mas quando o casal perde o voo para o Havaí, ele decide executar o jogo de prestígio: uma caixa aparece no final da magia com o anel de noivado e Barney pede a mão de Quinn. Então, o casal anuncia a seus amigos que se casarão. No entanto, no casamento em que Ted anunciou no primeiro episódio da temporada, a noiva que irá com Barney no altar será Robin. |              |                              |               |                                              |                         |                  |                     |

## Recepção
A sétima temporada de How I Met Your Mother recebeu críticas mistas dos críticos. Alan Sepinwall deu à temporada uma crítica mista e criticou os flash-forward ao longo da temporada dizendo, "o programa é muito, muito mais forte quando suas histórias se referem a assuntos do presente ou do passado, e onde os escritores não precisam agir como mágicos tentando impedir que o público descubra como o truque funciona. E o final afirmou essa crença para mim. As partes que tinham pouco ou nada a ver com o que estava por vir eram muito boas; as partes que eram sobre o futuro me fizeram revirar os olhos e perguntar, pela enésima vez, 'Sério? É para onde vocês estão indo com isso?'". Ethan Alter, da Television Without Pity, deu à temporada uma resposta morna. Em sua crítica ao final da temporada, ele criticou a história de Robin-Barney ao longo da temporada, escrevendo "Então, depois de uma temporada inteira, estamos basicamente de volta onde começamos, com os roteiristas tendo levado 24 episódios para encenar uma revelação que poderia ter acontecido nos primeiros cinco minutos da estreia e teve exatamente o mesmo impacto."

## Lançamento em DVD
| How I Met Your Mother - Season Seven - The Ducky Tie Edition                                                                    | | | | | | | | |
| Detalhes do conjunto | Detalhes do conjunto | Detalhes do conjunto | Detalhes do conjunto | Características especiais | Características especiais | Características especiais | Características especiais | Características especiais |
| - 23 Episódios - Episódio final duplo - 3 Discos - Inglês (Dolby Digital 5.1 Surround) - Legendas em inglês, espanhol e francês | - 23 Episódios - Episódio final duplo - 3 Discos - Inglês (Dolby Digital 5.1 Surround) - Legendas em inglês, espanhol e francês | - 23 Episódios - Episódio final duplo - 3 Discos - Inglês (Dolby Digital 5.1 Surround) - Legendas em inglês, espanhol e francês | - 23 Episódios - Episódio final duplo - 3 Discos - Inglês (Dolby Digital 5.1 Surround) - Legendas em inglês, espanhol e francês | - Tributo à calçada da fama de Neil Patrick Harris - Comentário do episódio "The Best Man" - Comentário do episódio "The Drunk Train" - Comentário do episódio "Karma" - Cenas deletadas - Guest Star Powers - How We Wrote Your Mother - How We Make Your Mother - Gag Reel | - Tributo à calçada da fama de Neil Patrick Harris - Comentário do episódio "The Best Man" - Comentário do episódio "The Drunk Train" - Comentário do episódio "Karma" - Cenas deletadas - Guest Star Powers - How We Wrote Your Mother - How We Make Your Mother - Gag Reel | - Tributo à calçada da fama de Neil Patrick Harris - Comentário do episódio "The Best Man" - Comentário do episódio "The Drunk Train" - Comentário do episódio "Karma" - Cenas deletadas - Guest Star Powers - How We Wrote Your Mother - How We Make Your Mother - Gag Reel | - Tributo à calçada da fama de Neil Patrick Harris - Comentário do episódio "The Best Man" - Comentário do episódio "The Drunk Train" - Comentário do episódio "Karma" - Cenas deletadas - Guest Star Powers - How We Wrote Your Mother - How We Make Your Mother - Gag Reel | - Tributo à calçada da fama de Neil Patrick Harris - Comentário do episódio "The Best Man" - Comentário do episódio "The Drunk Train" - Comentário do episódio "Karma" - Cenas deletadas - Guest Star Powers - How We Wrote Your Mother - How We Make Your Mother - Gag Reel |
| Data de lançamento | | | | | | | | |
| Região 1 | Região 1 | Região 1 | Região 2 | Região 2 | Região 2 | Região 4 | Região 4 | Região 4 |
| 2 de outubro de 2012 | 2 de outubro de 2012 | 2 de outubro de 2012 | 15 de outubro de 2012 | 15 de outubro de 2012 | 15 de outubro de 2012 | 10 de outubro de 2012 | 10 de outubro de 2012 | 10 de outubro de 2012 |